# زاکار خاچاطریان
زاکار آواگی خاچاطریان (ارمنی: Զաքար Ավագի Խաչատրյան؛ زاده ۱۱ دسامبر ۱۹۲۴ - درگذشته ۲۱ ژانویهٔ ۲۰۱۷) نقاش اهل ارمنستان بود.

## زندگی‌نامه
وی در ۵ فوریه ۱۹۲۴ یا ۱۱ دسامبر ۱۹۲۴ در سارناکونک در به دنیا آمد و از آکادمی امپریال هنر سنت پترزبورگ فارغ‌التحصیل گشت. وی همچنین برنده جوایزی همچون نشان جنگ میهنی درجه یک و درجه دو، نشان ستاره سرخ، مدال دفاع از قفقاز، مدال به خاطر پیروزی مقابل آلمان در جنگ بزرگ میهنی (۱۹۴۵–۱۹۴۱) و نقاش شایسته ارمنستان شوروی شد. وی در ۲۱ ژانویه ۲۰۱۷ در سن ۹۲ سالگی در سن پترزبورگ درگذشت.